# Jessica Rey
Jessica Rey (Fort Campbell, Kentucky, 15 de octubre de 1982) es una actriz y diseñadora estadounidense. Ella es conocida por su personaje de Alyssa Enrilé/White Tiger Wild Force Ranger (Noble Tiger) en la serie de televisión Power Rangers Wild Force. También tiene su propia línea de trajes de baño.
Ella también ha aparecido en diversos comerciales para Time Warner como Gillete Body Spray Tag, y ha hecho lo mismo para las empresas T-Mobile y Verizon. 

## Primeros años y carrera
Rey nació en Fort Campbell, Kentucky y se mudó con sus padres cuando tenía 3 años al Condado de Orange, California. Rey fue criada católica. Se graduó en la Universidad Estatal de California, Fullerton con una licenciatura en contabilidad. Después se mudó a Los Ángeles donde obtuvo un MBA en marketing en la Universidad de Loyola Marymount. Ella trabajó en una compañía de producción de televisión donde la gente la animó a actuar. Ella ha aparecido en varios comerciales de Time Warner como Gillette y Tag Body Spray y en anuncios de impresiones para T-Mobile y Verizon.
Rey encarnó a Alyssa Enrilé/White Tiger Wild Force Ranger (Noble Tiger) en la serie de televisión Power Rangers Wild Force. Ha sido elegida para un papel en la comedia de situación Rules of Engagement.
Comenzó una empresa minorista que vende trajes de baño modestos utilizando a la actriz Audrey Hepburn como modelo para sus diseños. También es una oradora y viaja para hablar de la castidad y la modestia.
Ella está actualmente casada y tiene dos hijos y una hija.

## Filmografía
- The Young and the Restless (1993) — 'Jabot' la muchacha del maquillaje
- Power Rangers Wild Force (2002) — Alyssa Enrilé/White Tiger Wild Force Ranger (Noble Tiger)
- The Lawyer Trap (2004) — Alana
- The Stones (2004) — Alana
- The Big Bang (2004) — Kelli
- Las Vegas (2004) — Kelli
- Rules of Engagement (2007) — moza polinesia
- General Hospital (2009) — Marita
- No Nerds Here (2014) — Ella misma